# Pantelleria
Pantelleria är en ö och kommun med 7 759 invånare 2017 i det italienska kommunala konsortiet Trapani, före 2015 provinsen Trapani. Kommunen sträcker sig över hela ön som är 84,53 km2. Pantelleria befinner sig i sundet mellan Sicilien och Tunisien och ligger 85 kilometer från Sicilien och 70 kilometer ifrån Tunisien, som syns vid klar sikt från ön.
Huvudstaden med samma namn som ön har ett invånarantal på ca 3000 och ligger på nordvästra delen av ön och med öns enda större hamn. Ön kan nås med färja och bärplansbåt från Trapani på Sicilien. Pantelleria har en flygplats, Pantelleria flygplats.
Pantelleria är bördig men har ont om färskvatten och är känt för sina söta viner av den lokala druvan Zibibbo. Ön är vulkanisk, och det senaste utbrottet ägde rum 1891. Berget Montagna Grande är öns högsta plats med 836 meter över havet.

## Externa länkar

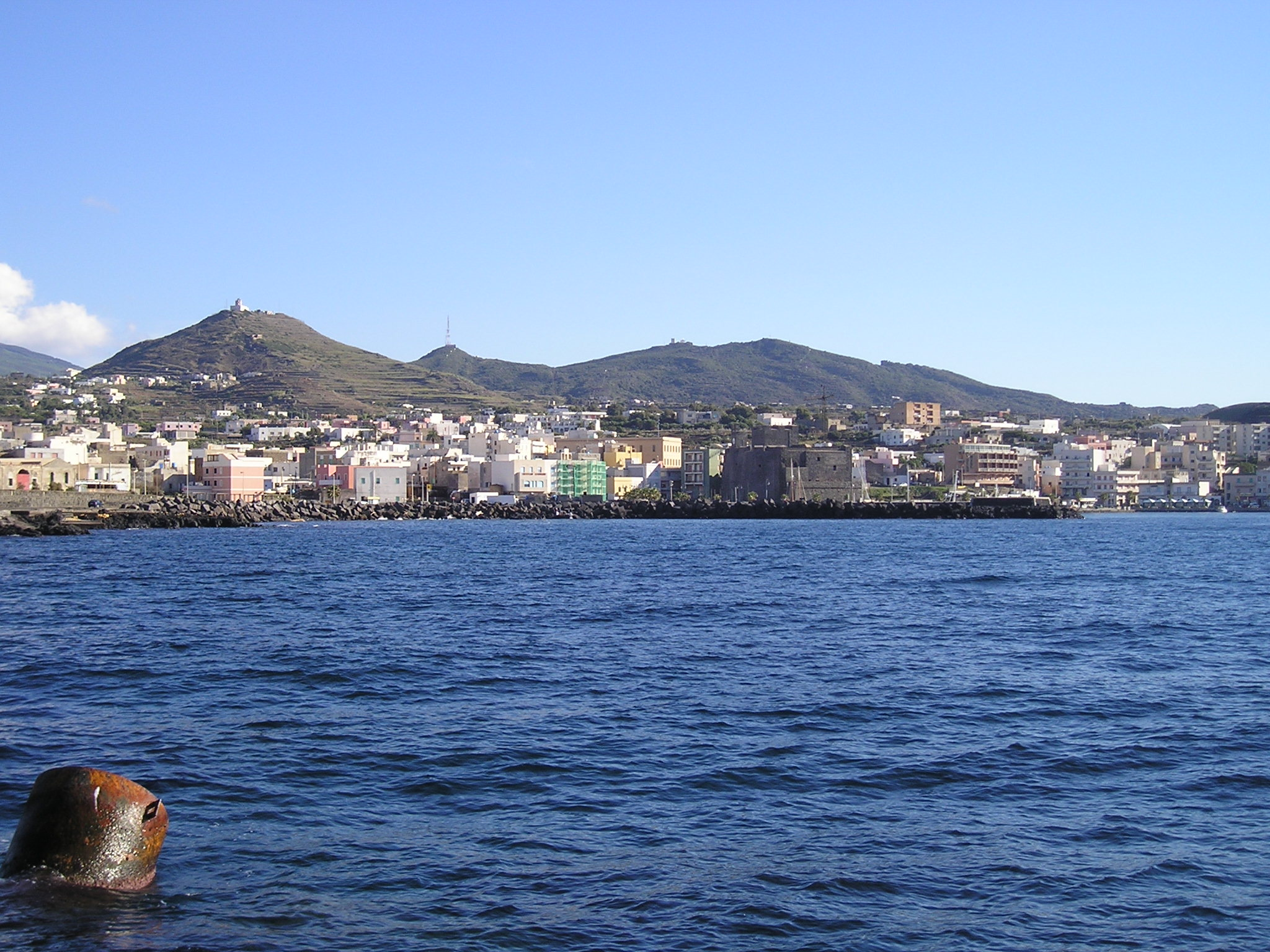
Pantelleria

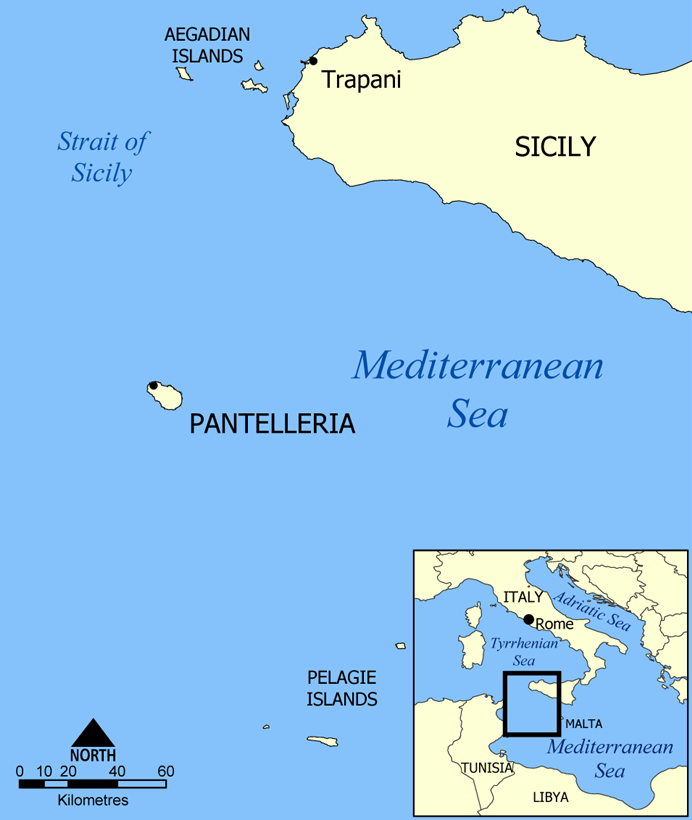
Ön Pantellerias läge